# Минвалиев, Андрей Николаевич
Андре́й Никола́евич Минвали́ев (3 ноября 1975, Иваново, СССР) — российский футболист.

## Карьера
Воспитанник ДЮСШ «Текстильщик». Во взрослой команде дебютировал в 1993 году. В «Текстильщике» выступал в течение 5 сезонов. В последнем стал лучшим бомбардиром команды. В 1998 году перебрался в казанский «Рубин», выступавший тогда в Первом дивизионе. В этом же году принял участие в матче 1/4 финала Кубка России против «Алании» Владикавказ, выйдя на замену на 46-й минуте.
В 2000 году стал бронзовым призёром первого дивизиона. Затем выступал за ряд коллективов второго дивизиона. Несколько сезонов провёл за вичугский «Кооператор» в первенстве МФФ «Золотого кольца». После завершения карьеры в 2010 году перешёл на административную работу в ФК «Текстильщик». С середины сезона 2010 исполнял обязанности спортивно-технического директора. С 2011 года является начальником команды.